# Кодро (Француска)
Кодро (фр. Caudrot) насеље је и општина у југозападној Француској у региону Аквитанија, у департману Жиронда која припада префектури Лангон.
По подацима из 2011. године у општини је живело 1145 становника, а густина насељености је износила 187,09 становника/km². Општина се простире на површини од 6,12 km². Налази се на средњој надморској висини од 10 метара (максималној 111 m, а минималној 6 m).

## Демографија
| 1962. | 1968. | 1975. | 1982. | 1990. | 1999. | 2011. |
| ----- | ----- | ----- | ----- | ----- | ----- | ----- |
| 783   | 814   | 809   | 844   | 945   | 933   | 1.145 |

График промене броја становника у току последњих година